# Jonathan Brandis
Jonathan Gregory Brandis (Danbury, Connecticut, 1976. április 13. – Los Angeles, 2003. november 12.) amerikai színész.

## Élete és pályafutása
A Connecticut állambeli Danburyben született, Mary Brandis tanár és személyi edző, valamint Gregory Brandis élelmiszerforgalmazó és tűzoltó egyetlen gyermekeként. Gyermekmodellként kezdte karrierjét, majd később felkeltette figyelmét a színészet.
Hatéves korában megkapta Kevin Buchanan szerepét az One Life to Live sorozatban. Kilencéves korában Los Angelesbe költözött szüleivel, majd vendégszerepelt több sorozatban is: L.A. Law, Ki a főnök? Gyilkos sorok, The Wonder Years, Bír-lak és Kate & Allie. Tizennégy éves korában kapta élete első komolyabb filmszerepét, Bastian Balthazar Buxot alakította a Végtelen történet 2. című kalandfilmben. Ugyanebben az évben játszotta William „Dadogós Bill” Denbrough szerepét Stephen King Az című regénye alapján készült azonos című kétrészes minisorozatban. 1992-ben A bajnok és a kölyök című filmben szerepelt Chuck Norris, illetve a Katicák, avagy hajrá, csajok! című filmben Rodney Dangerfield oldalán. 
Tizenhét éves korában kapta meg egyik legjelentősebb szerepét, Lucas Wolenczakot alakíthatta Steven Spielberg SeaQuest DSV – A mélység birodalma című sorozatában. A sorozatnak köszönhetően tinibálvány lett, látható volt több magazin címoldalán. Egy alkalommal 4000 rajongó várta a stúdió előtt, akiket a biztonsági őröknek kellett távol tartani a forgatástól. A seaQuest DSV forgatása során A sziámi álom című epizód társszerzője és gyártásvezetője volt. 1994-1995 között az Aladdin című Disney-animációs sorozatban ő volt Mozenrath hangja.
A seaQuest DSV után felbukkant egy televíziós filmben (Her Last Chance) Kellie Martinnal, ezután a Szabadnak született 2. – Az új kaland tévéfilmben játszotta Randolph „Rand” Thompsont, Chris Noth-tal. 1999-ben a Jótanácsok kamaszoknak és A pokol lovasai című filmekben tűnt fel. 2000-ben játszott a Vén csajok klubja című filmben (ám az csak halála után, 2005-ben került a nézőközönség elé). 2002-ben szerepet kapott a Hart háborúja filmdrámában, ám a jeleneteket törölték. Egy évvel később egy próbaepizód, a 111 Gramercy Park szereplőjeként vállalt tévés munkát. Utolsó filmjét Harvey Keitellel és Scott Glenn-nel együtt forgatta, ez a Puerto Vallarta Squeezevolt (mely 2004-ben, halála után jelent meg). Szintén halála után mutatták be az általa rendezett The Slainville Boys című kisfilmet.

## Halála
2003. november 12-én a Cedars-Sinai Medical Centerben, nyugat Hollywoodban hunyt el, miután otthonában öngyilkosságot kísérelt meg. A Los Angeles-i rendőrség az alábbi nyilatkozatot adta ki:
2003. november 11-én 23:40-kor Jonathan Brandis egy barátja felhívta a rendőrséget, miszerint a színész öngyilkosságot kísérelt meg a saját lakásában a 600-as számú lakótömbben a Detroit sugárúton. A Los Angeles-i tűzoltóság rohammentős részlege szállította be a Cedars Sinai Medical Centerbe, ahol végül belehalt sérüléseibe. Hivatalos halálának ideje 2003. november 12. 14 óra 45 perc.
Nem hagyott búcsúlevelet, de barátai elmondása szerint depressziós volt a karrierje miatt, amely az elmúlt években folyamatosan hanyatlott. Az egyik barátja szerint erősen ivott és korábban meg is említette, hogy öngyilkos lesz. Brandis véleménye szerint a Hart háborúja visszahozhatta volna a köztudatba és a filmiparba, de szerepe végül ki lett vágva a filmből.

## Filmográfia

### Film
| Év   | Magyar cím                    | Eredeti cím                                | Szerep                           | Magyar hang      |
| ---- | ----------------------------- | ------------------------------------------ | -------------------------------- | ---------------- |
| 1988 | Olivér és társai              | Oliver & Company                           | egyéb szereplők hangja           |                  |
| 1988 | A legutolsó cserkész          | The Wrong Guys                             | Tim gyerekként                   |                  |
| 1989 | Kedvencek temetője            | Pet Sematary                               | narráció (hangja)                |                  |
| 1989 | Mostohaapa 2.                 | Stepfather II                              | Todd Grayland                    | Sugár Bertalan   |
| 1990 | Túlvilági papa                | Ghost Dad                                  | egyéb szereplők hangja           |                  |
| 1990 | Végtelen történet 2.          | The NeverEnding Story II: The Next Chapter | Bastian Bux                      | Harsányi Bence   |
| 1992 | Katicák, avagy hajrá, csajok! | Ladybugs                                   | Matthew / Martha                 | Harsányi Bence   |
| 1992 | A bajnok és a kölyök          | Sidekicks                                  | Barry Gabrewski                  | Minárovits Péter |
| 1998 |                               | Aladdin's Arabian Adventures: Magic Makers | Mozenrath (archív hangja)        |                  |
| 1999 | Jótanácsok kamaszoknak        | Outside Providence                         | Mousy                            |                  |
| 1999 | A pokol lovasai               | Ride with the Devil                        | Cave Wyatt                       | Juhász György    |
| 2002 | Hart háborúja                 | Hart's War                                 | Lewis P. Wakely közlegény        |                  |
| 2002 |                               | The Year That Trembled                     | Casey Pedersen                   |                  |
| 2003 |                               | Between the Sheets                         | Robert Avocado                   |                  |
| 2004 |                               | Puerto Vallarta Squeeze                    | Neil Weatherford (posztumusz)    |                  |
| 2004 |                               | The Slainesville Boys                      | rendező és producer (posztumusz) |                  |
| 2005 | Vén csajok klubja             | Bad Girls from Valley High                 | Drew (posztumusz)                | Hamvas Dániel    |
| 2021 |                               | Kid 90 (dokumentumfilm)                    | önmaga (posztumusz)              |                  |

### Televízió
| Év        | Magyar cím                            | Eredeti cím                                     | Szerep                    | Megjegyzések                                                                |
| --------- | ------------------------------------- | ----------------------------------------------- | ------------------------- | --------------------------------------------------------------------------- |
| 1982–1983 |                                       | One Life to Live                                | Kevin Buchanan            | sorozat                                                                     |
| 1984      |                                       | Kate & Allie                                    | Chip's friend             | 1 epizód                                                                    |
| 1986      |                                       | Mystery Magical Special                         | önmaga                    | különkiadás                                                                 |
| 1986      |                                       | Sledge Hammer!                                  | fiatal Sledge             | 1 epizód                                                                    |
| 1987      |                                       | Buck James                                      | ismeretlen szerep         | 1 epizód                                                                    |
| 1987      |                                       | Duet                                            | Danny                     | 1 epizód                                                                    |
| 1987      | Tini titkok                           | Good Morning, Miss Bliss                        | Michael Thompson          | próbaepizód                                                                 |
| 1987      |                                       | L.A. Law                                        | Kevin Talbot              | 2 epizód                                                                    |
| 1987      | Szegény kis gazdag lány               | Poor Little Rich Girl: The Barbara Hutton Story | Lance Reventlow           | tévéfilm                                                                    |
| 1988      |                                       | Mars: Base One                                  | ismeretlen szerep         | tévéfilm                                                                    |
| 1988      |                                       | Webster                                         | Bobby                     | 1 epizód                                                                    |
| 1989      | Bír-lak                               | Full House                                      | Michael Monford           | 1 epizód                                                                    |
| 1989      | Ki a főnök?                           | Who's the Boss?                                 | Paul                      | 1 epizód                                                                    |
| 1990      |                                       | Alien Nation                                    | Andron                    | 1 epizód                                                                    |
| 1990      |                                       | The Earth Day Special                           | önmaga                    | különkiadás                                                                 |
| 1990      | A villám                              | The Flash                                       | Terry Cohan               | 1 epizód                                                                    |
| 1990      | Az                                    | It                                              | fiatal Bill Denbrough     | - minisorozat (2 epizód) - magyar hangja: - Benedikty Marcell - Előd Botond |
| 1990      |                                       | The Munsters Today                              | Matt Glover               | 1 epizód                                                                    |
| 1990      | Gyilkos sorok                         | Murder, She Wrote                               | Kevin Bryce               | 1 epizód                                                                    |
| 1991      |                                       | Blossom                                         | Stevie                    | 1 epizód                                                                    |
| 1991      |                                       | Gabriel's Fire                                  | Matthew Fixx              | 1 epizód                                                                    |
| 1991      |                                       | Our Shining Moment                              | Michael "Scooter" McGuire | tévéfilm                                                                    |
| 1991      |                                       | Pros and Cons                                   | Danny                     | 1 epizód                                                                    |
| 1991      |                                       | The Wonder Years                                | Steve                     | 1 epizód                                                                    |
| 1992      |                                       | Crossroads                                      | Michael Stahl             | 1 epizód                                                                    |
| 1992      |                                       | Do Not Bring That Python in the House           | Gabriel Miller            | tévéfilm                                                                    |
| 1993      |                                       | Saved By The Bell: The College Years            | önmaga                    | 1 epizód                                                                    |
| 1993–1996 | SeaQuest DSV – A mélység birodalma    | seaQuest DSV                                    | Lucas Wolenczak           | - főszereplő - magyar hangja: - Molnár Levente                              |
| 1994      | Wenceslas, a jó király                | Good King Wenceslas                             | Wenceslas herceg          | tévéfilm                                                                    |
| 1994      |                                       | Masters Of Illusion                             | önmaga                    | dokumentumfilm                                                              |
| 1994–1995 | Aladdin                               | Aladdin                                         | Mozenrath (hangja)        | 8 epizód                                                                    |
| 1996      | Szabadnak született 2. – Az új kaland | Born Free: A New Adventure                      | Randolph "Rand" Thompson  | - tévéfilm - magyar hangja: - Fekete Zoltán                                 |
| 1996      |                                       | Fall into Darkness                              | Chad                      | tévéfilm                                                                    |
| 1996      |                                       | Her Last Chance                                 | Preston Altherton         | tévéfilm                                                                    |
| 1997      |                                       | Two Came Back                                   | Jason                     | tévéfilm                                                                    |
| 2003      |                                       | 111 Gramercy Park                               | Will Karnegian            | eladatlan próbaepizód                                                       |

## Díjak
- 1994: Young Artist Award (Fiatal Művészek Díja) a legjobb televíziós sorozat színész kategóriában a seaQuest DSV – A mélység birodalmában nyújtott szerepéért.

## Fordítás
- Ez a szócikk részben vagy egészben  a   Jonathan Brandis című angol Wikipédia-szócikk fordításán alapul.  Az eredeti cikk szerkesztőit annak laptörténete sorolja fel. Ez a jelzés csupán a megfogalmazás eredetét és a szerzői jogokat jelzi, nem szolgál a cikkben szereplő információk forrásmegjelöléseként.